# Ron Mueck
Hans Ronald Mueck (ur. 1958 w Melbourne) – australijski rzeźbiarz hiperrealistyczny.
Mueck swoją karierę rozpoczął jako twórca modeli i kukiełkarz dla telewizji dziecięcej i filmów, pracował przy filmie Labirynt, gdzie również udzielił głosu postaci Ludo. Założył własną firmę w Londynie, przygotowującą fotorealistyczne rekwizyty i animatronics dla przemysłu reklamowego. Zwykle rekwizyty były projektowane bardzo szczegółowo, choć tak, aby były filmowane tylko pod pewnym kątem, ukrywając niedociągnięcia widoczne pod innym kątem. Mueck zapragnął tworzyć realistyczne rzeźby, które można by oglądać z każdej strony.
W 1996 Mueck rozpoczął współpracę z matką swojej żony, Paulą Rego tworząc niewielkie figurki będące częścią pracy jaką wystawiała w Hayward Gallery. Rego zapoznała go z Charlesem Saatchi, na którym jego prace zrobiły duże wrażenie i który zaczął je zamawiać i kolekcjonować. To doprowadziło do powstania pracy, która przyniosła mu rozgłos, „Dead Dad” (pol. Martwy Ojciec), praca ta została włączona do wystawy Sensation w Royal Academy w 1997. Do stworzenia „Dead Dad”, Mueck wykorzystał silikon i inne materiały, rzeźba przedstawia zwłoki ojca Muecka, zredukowane do dwu trzecich realnej wielkości.
Hiperrealistycznie rzeźby Muecka wiernie odtwarzają najdrobniejszy szczegół ludzkiego ciała, jednocześnie przedstawiając je w zmienionej skali (nienaturalnie powiększone lub zmniejszone) co stwarza niepokojący wizualny efekt. Jego praca „Boy” (pol. Chłopiec), mająca ponad pięć metrów, wystawiana była w Millenium Dome, a następnie na biennale w Wenecji.
W roku 2002 rzeźba „Pregnant Woman” (pol. kobieta w ciąży) została zakupiona przez National Gallery of Australia za 800 tys. dolarów australijskich.

## Wybrane prace
- „Dead Dad” (1996-1997) – Martwy Ojciec, silikon, farba akrylowa ludzkie włosy – przedstawiająca nagie ciało ojca autora ułożone na plecach, 2/3 naturalnej wielkości – Saatchi Collection
- „Boy” (1999) – Chłopiec, włókno szklane, żywica, silikon – 5-metrowa rzeźba chłopca. Na początku pokazywana w Millenium Dome. Obecnie jest w posiadaniu Muzeum Aros z Aarhaus, Dania
- „Pregnant Woman” (2002) – Kobieta w ciąży, włókno szklane, żywica, silikon – 2,5-metrowa rzeźba nagiej ciężarnej kobiety zaciskającej dłonie nad głową
- „Wild Man” (2005) – Dzikus, 3-metrowa postać nagiego brodatego mężczyzny ściskającego krawędzie krzesła na którym siedzi,
- „Two Women Grim” (2005) – Dwie Ponure kobiety, dwie pomniejszone w skali figurki strasznych, ubranych kobiet.